# Tréduder
Tréduder (/tʁe.dy.dɛʁ/) est une commune française située dans le département des Côtes-d'Armor, en région Bretagne. Son nom fait référence à saint Tuder, originaire d'Irlande et compagnon de saint Efflam notamment. Depuis le XVIIe siècle, Tréduder est sous le patronage de saint Théodore.

## Géographie

### Situation
|                    | La Manche | Saint-Michel-en-Grève |
| Plestin-les-Grèves | Tréduder  |                       |
| Plufur             | Lanvellec | Plouzélambre          |

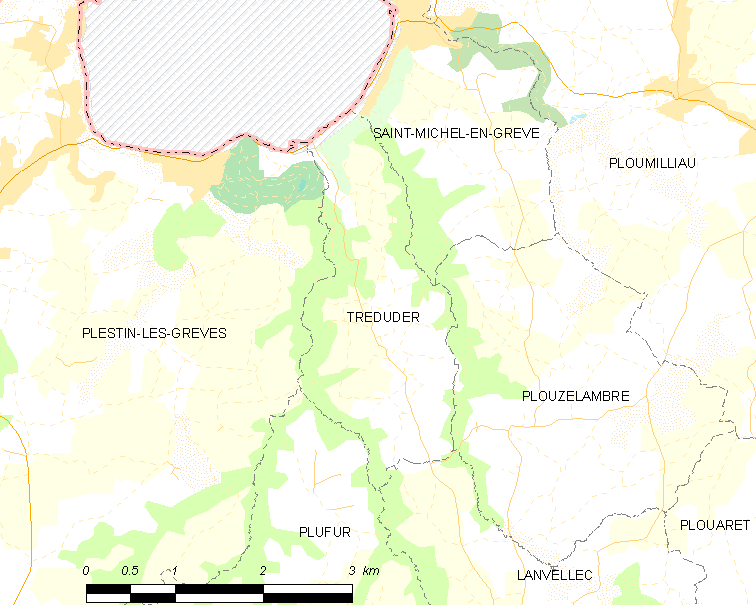
Carte de la commune de Tréduder et des communes avoisinantes.

Tréduder se situe entre la Manche au nord et Lanvellec au sud. À l'ouest, le ruisseau Dour Elego la sépare de Plufur. Ce dernier ruisseau se jette dans le Yar qui sépare Tréduder des hameaux de Saint-Sébastien et Saint Efflam en Plestin-les-Grèves. À l'est, le Roscoat la sépare de Saint-Michel-en-Grève sur la côte, et de Plouzélambre un peu plus au sud.
Une petite partie de la "Lieue de Grève", majoritairement située en Plestin-les-Grèves pour sa partie ouest et en Saint-Michel-en-Grève pour sa partie orientale, se trouve en Tréduder.

### Relief et hydrographie
Étiré sud-nord, le finage de la commune de Tréduder est constitué principalement d'un plateau avoisinant la centaine de mètres (atteignant l'altitude maximale de 108 mètres au nord-est de Coz Castel), limité par deux vallées étroites et encaissées, celles du Roscoat côté est (qui sépare la commune de celles de Plouzélambre et Saint-Michel-en-Grève) et côté ouest du Yar (qui sépare la commune de celle de Plestin-les-Grèves) et de son affluent le Dour Plat (qui sépare la commune de celle de Plufur). L'altitude s'abaisse jusqu'au niveau de la mer au niveau de la Lieur de Grève (Baie de Saint-Michel) dont la commune possède une petite partie entre les embouchures des deux petits fleuves côtiers précités.
Pour un article plus général, voir Réseau hydrographique des Côtes-d'Armor.
La commune est située dans le bassin Loire-Bretagne. Elle est drainée par le Roscoat, le Yar et un autre petit cours d'eau,.
Le Roscoat, d'une longueur de 13 km, prend sa source dans la commune de Lanvellec et se jette  dans la Manche sur la commune, après avoir traversé cinq communes.
Le Yar, d'une longueur de 20 km, prend sa source dans la commune de Guerlesquin et se jette  dans la baie de Lannion à Plestin-les-Grèves, après avoir traversé six communes. Les caractéristiques hydrologiques du Yar sont données par la station hydrologique située sur la commune. Le débit moyen mensuel est de 0,819 m3/s. Le débit moyen journalier maximum est de 8,92 m3/s, atteint lors de la crue du 26 janvier 1995. Le débit instantané maximal est quant à lui de 12,9 m3/s, atteint le 9 février 2001.

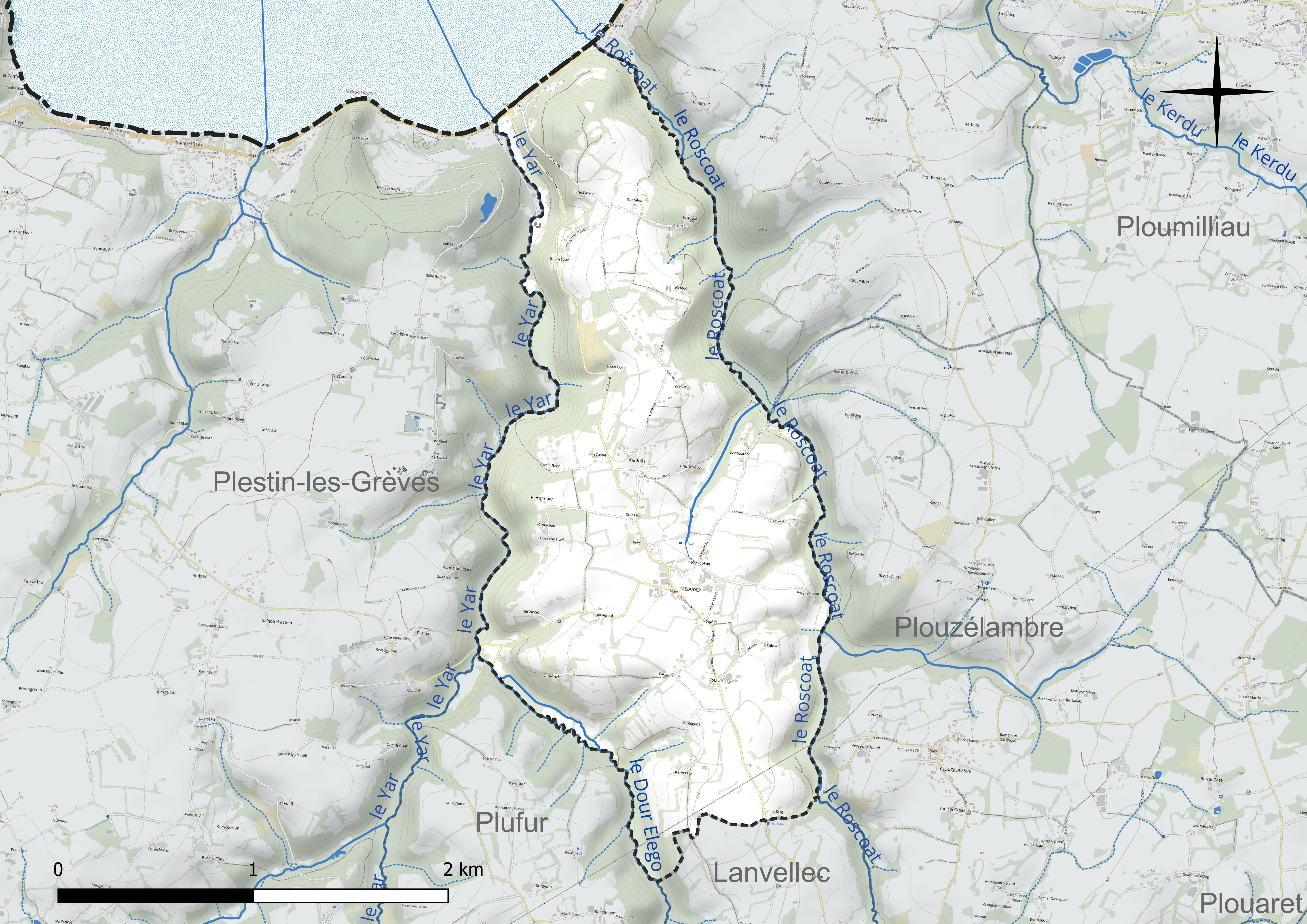
Réseau hydrographique de Tréduder.

### Géologie
Le Bulletin de la Société préhistorique de France du 23 mars 1911 indique l'existence à Tréduder d'« une très bonne et riche mine de cuivre, plomb et argent , dont les rameaux sont très considérables », deux autres mines de cuivre se trouvant l'une à Lanvellec, près de Rosambo, l'autre à Bourbriac, les trois étant dans le même alignement allant du nord-ouest au sud-est.

### Climat
Pour des articles plus généraux, voir Climat de la Bretagne et Climat des Côtes-d'Armor.
En 2010, le climat de la commune est de type climat océanique franc, selon une étude du CNRS s'appuyant sur une série de données couvrant la période 1971-2000. En 2020, Météo-France publie une typologie des climats de la France métropolitaine dans laquelle la commune est exposée à un climat océanique et est dans la région climatique Finistère nord, caractérisée par une pluviométrie élevée, des températures douces en hiver (6 °C), fraîches en été et des vents forts. Parallèlement l'observatoire de l'environnement en Bretagne publie en 2020 un zonage climatique de la région Bretagne, s'appuyant sur des données de Météo-France de 2009. La commune est, selon ce zonage, dans la zone « Littoral », exposée à un climat venté, avec des étés frais mais doux en hiver et des pluies moyennes.
Pour la période 1971-2000, la température annuelle moyenne est de 11 °C, avec une amplitude thermique annuelle de 10,2 °C. Le cumul annuel moyen de précipitations est de 945 mm, avec 14,7 jours de précipitations en janvier et 7,8 jours en juillet. Pour la période 1991-2020, la température moyenne annuelle observée sur la station météorologique la plus proche, située sur la commune de Lannion à 12 km à vol d'oiseau, est de 11,6 °C et le cumul annuel moyen de précipitations est de 929,5 mm,. Pour l'avenir, les paramètres climatiques de la commune estimés pour 2050 selon différents scénarios d’émission de gaz à effet de serre sont consultables sur un site dédié publié par Météo-France en novembre 2022.

### Paysages et habitat
Le bourg de Tréduder, de faible importance, est excentré dans la partie sud du finage communal ; il est constitué de deux noyaux, celui de l'église au nord et celui de la mairie au sud, séparés par une parcelle de terre.
Le paysage agraire traditionnel est le bocage avec un habitat dispersé pour la majeure partie de la commune située sur le plateau. Les versants encaissés des cours d'eau qui limitent la commune sont boisés. La façade littorale est boisée et peu habitée en raison des falaises en pente assez forte ayant un dénivelé d'environ 90 mètres ; quelques maisons s'y sont toutefois établies en "vue sur mer".

## Urbanisme

### Typologie
Au 1er janvier 2024, Tréduder est catégorisée commune rurale à habitat dispersé, selon la nouvelle grille communale de densité à 7 niveaux définie par l'Insee en 2022.
Elle est située hors unité urbaine. Par ailleurs la commune fait partie de l'aire d'attraction de Lannion, dont elle est une commune de la couronne,. Cette aire, qui regroupe 40 communes, est catégorisée dans les aires de 50 000 à moins de 200 000 habitants,.
La commune, bordée par la Manche, est également une commune littorale au sens de la loi du 3 janvier 1986, dite loi littoral. Des dispositions spécifiques d’urbanisme s’y appliquent dès lors afin de préserver les espaces naturels, les sites, les paysages et l’équilibre écologique du littoral, tel le principe d'inconstructibilité, en dehors des espaces urbanisés, sur la bande littorale des 100 mètres, ou plus si le plan local d’urbanisme le prévoit.

### Occupation des sols
L'occupation des sols de la commune, telle qu'elle ressort de la base de données européenne d’occupation biophysique des sols Corine Land Cover (CLC), est marquée par l'importance des territoires agricoles (61,8 % en 2018), une proportion sensiblement équivalente à celle de 1990 (62,5 %). La répartition détaillée en 2018 est la suivante :
zones agricoles hétérogènes (36,8 %), forêts (33,2 %), terres arables (25 %), milieux à végétation arbustive et/ou herbacée (4,4 %), zones humides côtières (0,6 %). L'évolution de l’occupation des sols de la commune et de ses infrastructures peut être observée sur les différentes représentations cartographiques du territoire : la carte de Cassini (XVIIIe siècle), la carte d'état-major (1820-1866) et les cartes ou photos aériennes de l'IGN pour la période actuelle (1950 à aujourd'hui).

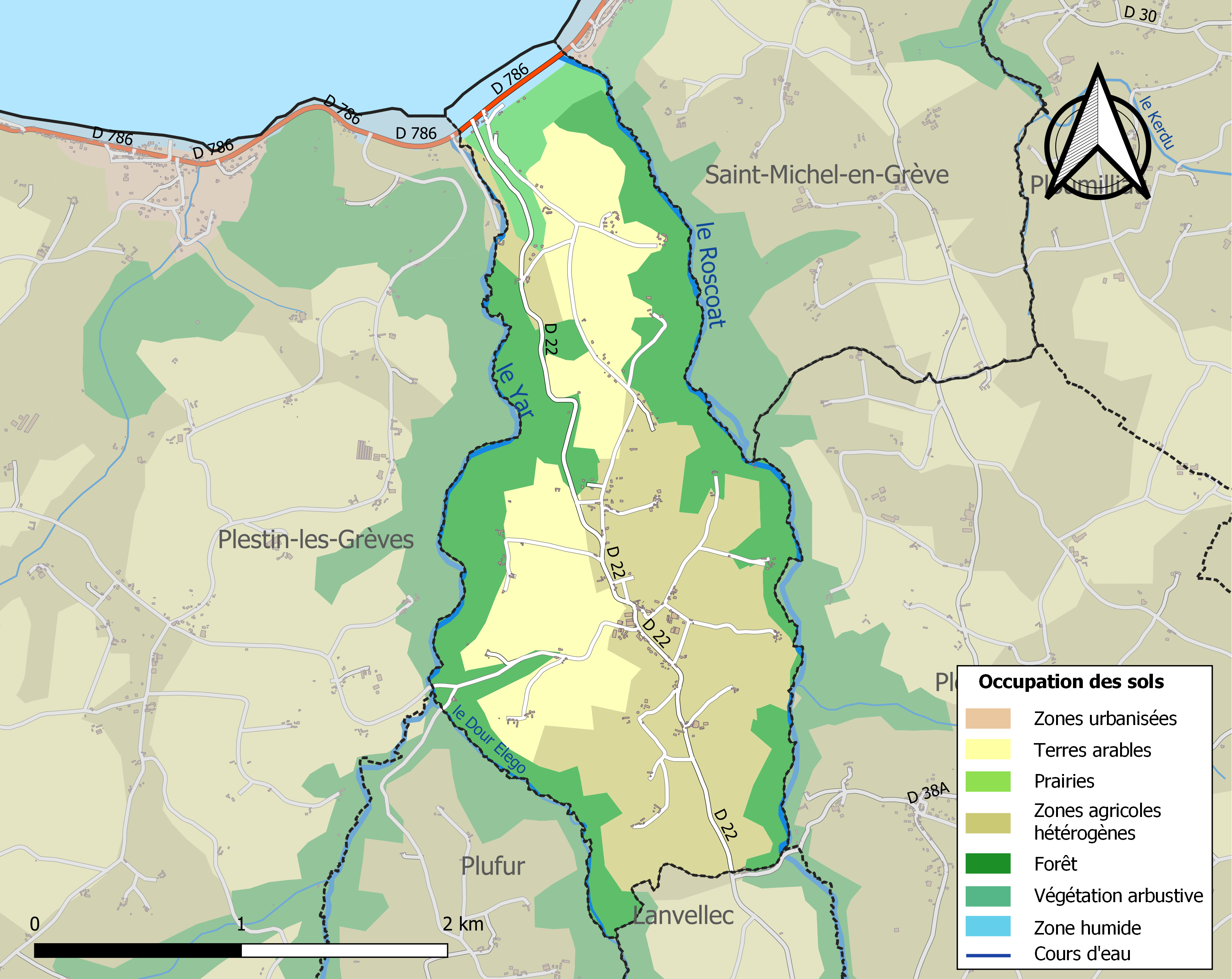
Carte des infrastructures et de l'occupation des sols de la commune en 2018 (CLC).

## Toponymie
Le nom de la localité est attesté sous les formesTretudel en 1330, Treduder en 1427 et en 1444.
Tréduder vient du breton treb (village) et de Tuder, signifiant le « village de Tuder ».
Tuder serait un saint breton peu connu, compagnon probable de saint Efflam, ou, mais c'est moins probable, Tuterius (162-167), ancien évêque du Yaudet. On lui a substitué avant 1632 saint Théodore comme saint patron de l'église paroissiale.
Un des villages de Tréduder se nomme ar C’hoz C’hastel ("le vieux château"), ce qui rapelle l'existence d'un château probablement antérieur à la paroisse.

## Histoire

### Antiquité
La voie romaine allant de Morlaix au Yaudet passait par l'actuelle commune de Tréduder, notamment par Coz C'hastel.

### Moyen-Âge
La paroisse de Tréduder est issue du démembrement (antérieur à 1330) de l'ancienne paroisse de l'Armorique primitive de Plouzélambre. Elle faisait partie de l'archidiaconé de Pou-Castel au sein de l'évêché de Tréguier.
La famille de la Rivière, seigneur du dit-lieu dans la paroisse de Tréduder, reconnue noble d'ancienne extraction depuis 9 générations en 1669, était présente aux réformations et montres de l'évêché de Tréguier entre 1481 et 1543 ; elle se fondit ensuite par mariage dans la famille de Ploësquellec.
Le manoir du Roscoat a appartenu successivement aux familles de Tréduder, de Kerbouric, de Lesversault, de Goësbriand (aux XVIe siècle et XVIIe siècle), du Hingant (XVIIe siècle) et Raison du Cleuziou (XVIIIe siècle). En 1614 Yves de Gouasbriand [Goësbriand] était seigneur de Roscoat, en Tréduder.

### Temps modernes

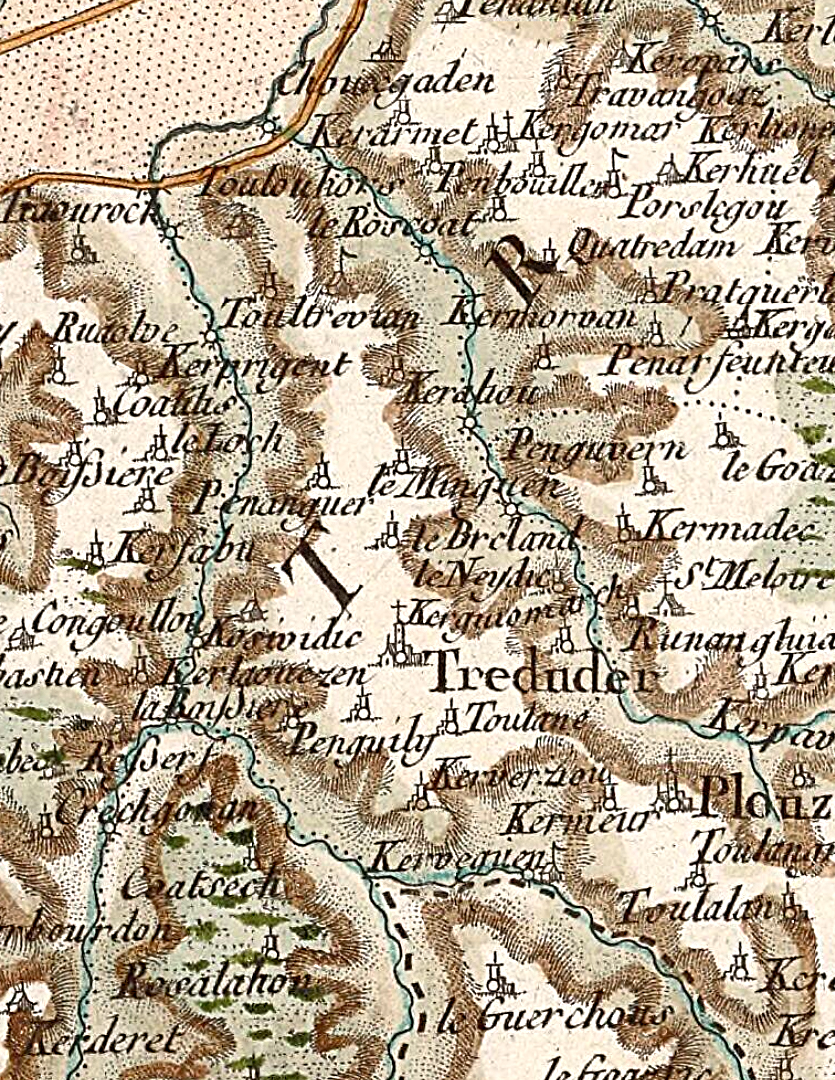
Carte de Cassini de la paroisse de Tréduder et de ses environs (1783).

L'histoire et la tradition populaire ont conservé le souvenir de Marguerite Charlès, une femme-bandit qui, pendant les Guerres de la Ligue, rançonnait et assassinait les voyageurs se rendant de Morlaix à Lannion ou vice-versa lorsqu'ils passaient par la Lieue de Grève ; elle avait comme principaux lieutenants les frères Rannou qui assommaient les voyageurs à coups de pen-baz. François-Marie Luzel a retranscrit des gwerziou la concernant, écrivant notamment qu'elle enfouissait ses victimes dans les sables mouvants de la Lieue de grève et qu'elle aurait eu comme repaire le bois de Coatandrezenn dans la commune de Tréduder ; elle aurait été capturée en 1598.
En 1759, une ordonnance de Louis XV ordonne à la paroisse de Treduder de fournir 5 hommes et de payer 32 livres pour « la dépense annuelle de la garde-côte de Bretagne ».
Jean-Baptiste Ogée décrit ainsi Tréduder en 1778 : 

« Tréduder ; à 5 lieues et demie à l'Ouest-Sud-Ouest de Tréguier, son évêché ; à 35 lieues de Rennes ; et à 2 lieues et demie de Lannion, sa subdélégation et son ressort. On y compte 400 communiants ; la cure est à l'Ordinaire. Le territoire, d'une superficie plane, est très bien cultivé, et ne renferme que très peu de landes. Les maisons nobles de la paroisse sont Keraliou, la Rivière, Keramet, le Nivirit et Roscoët. »

### Révolution française
François-Marie Le Mao devint prêtre constitutionnel à Tréduder en 1791 et y resta jusqu'en 1807, année où la paroisse de Tréduder fut annexée à celle de Plouzélambre, paroisse dont il était devenu vicaire en l'an III.

### LeXIXesiècle

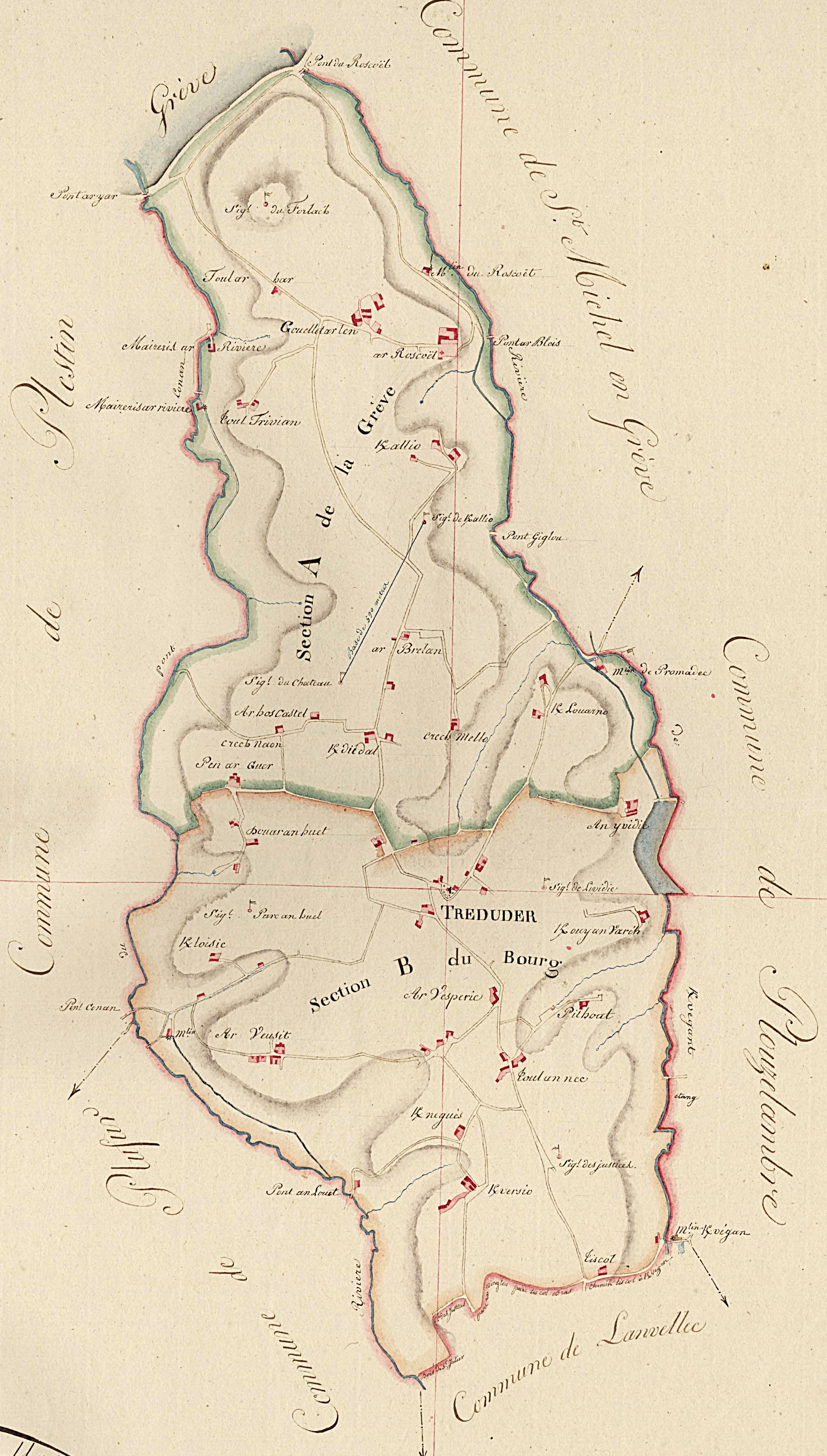
Plan cadastral de Tréduder datant de 1816 (tableau d'assemblage).

La paroisse de Tréduder fut unie à Saint-Michel-en-Grève en 1804 avant de l'être à celle de Plouzélambre en 1807 et de redevenir une paroisse à part entière en 1843 (l'ordonnance royale du 2 août 1843 l'érige en succursale indépendante).
A. Marteville et P. Varin, continuateurs d'Ogée, décrivent ainsi Tréduder en 1853 : 

« Tréduder : commune formée de l'ancienne paroisse de ce nom. (..) Principaux villages : Gouellet-ar-Len, Ar-Roscouat, Toul-Trivian, Quer-Allio, Ar-Hos-Castel, Crech-Mello, Quer-Louarno, Quer-Dudal, An-Yvidic, Douar-an-Huel, Querouy-an-Varch, Pilhouat, Ar-Veuzit, Toul-an-Nec, Quer-Versio, Tiscol. Superficie totale 480 hectares, dont (..) terres labourables 282 ha, prés et pâturages 39 ha, bois 30 ha, vergers et jardins 2 ha; étangs 2 ha, landes et incultes 99 ha (..). Moulins : à eau : Ar-Roscoat, Ar-Rivier, Promadec, Ar-Veuzit. Cette commune n'avait pas, il y a peu d'années encore, de desservant salarié par l'État. Géologie : schiste micacé. On parle le breton. »

En 1862 Joachim Gaultier du Mottay écrit que la commune de Tréduder dispose d'une école mixte ayant 28 élèves, que la commune a un « territoire accidenté et coupé par un vallon très profond ; il est boisé et planté de pommiers. Terres de bonne qualité, bien cultivées et productives. Prairies nombreuses, mais susceptibles d'être améliorées. 1/6e environ de la contenance est en landes qui ne peuvent être avantageusement défrichées ».
Commune agricole plus que littorale, Tréduder se consacrait autrefois au lin (des moulins de teillage utilisaient l'eau du Yar et du Roscoat) avant d'acquérir une certaine notoriété pour son cidre jusqu'au milieu du XXe siècle.

### LeXXesiècle

#### La Belle Époque
L'inventaire des biens d'église se déroula le 11 mars 1906 sans incidents à Tréduder.

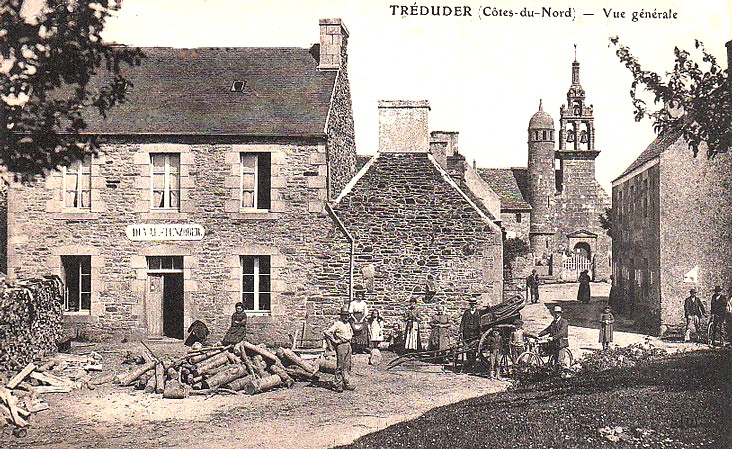
Le bourg de Tréduder au début du XXe siècle (carte postale).
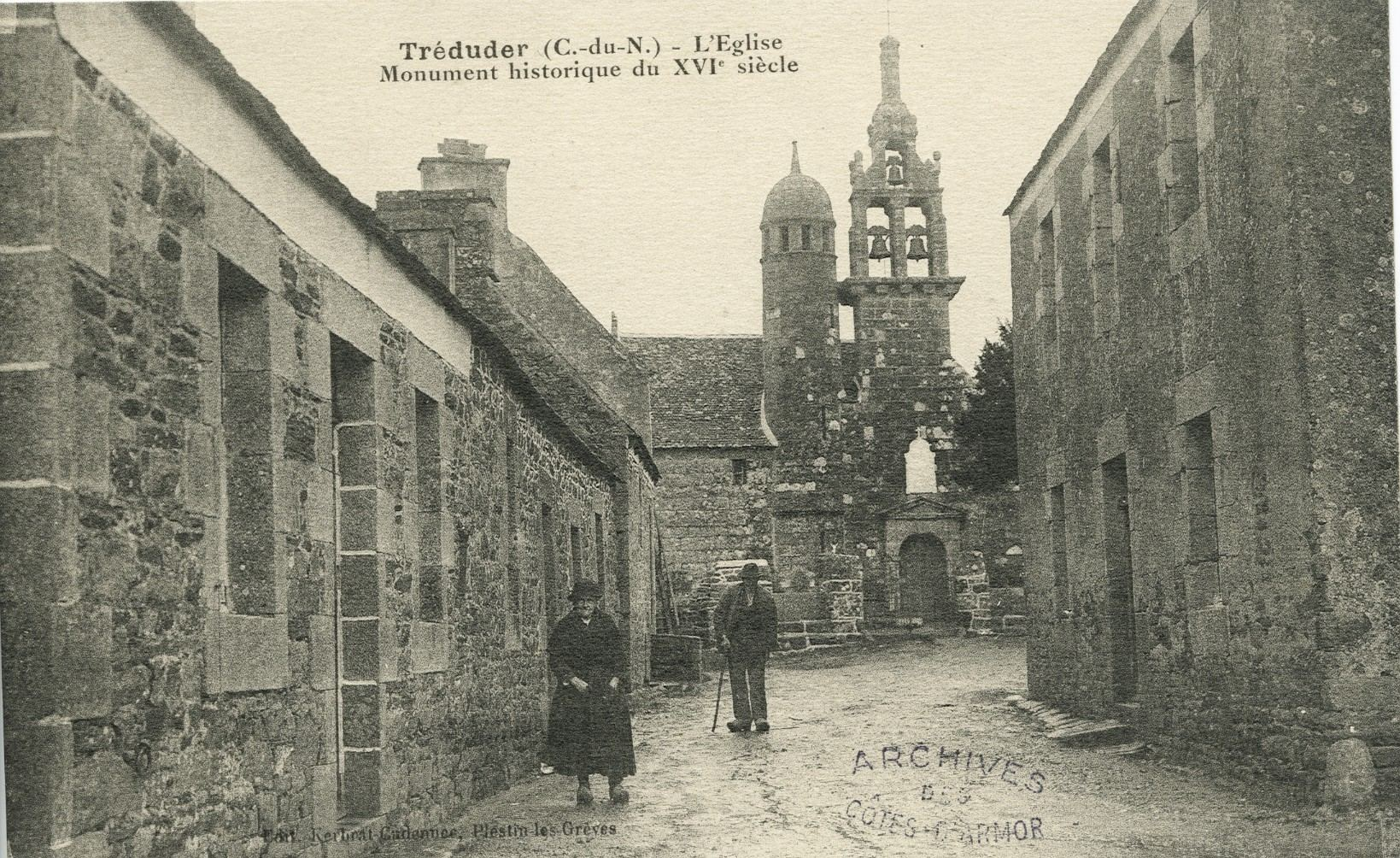
L'église paroissiale et la rue principale du bourg au début du XXe siècle.

Un décret du Président de la République en date du 6 avril 1911 autorisé la création d'un bureau de bienfaisance dans la commune de Tréduder.

#### La Première Guerre mondiale
Le monument aux morts de Tréduder fait état de 31 soldats, tous morts pour la France lors de la Première Guerre mondiale ; parmi eux cinq au moins (Jean Adelin, Yves Le Morvan, Pierre Le Calvez, Hervé Salliou et Eugène Coquin, ce dernier le 17 novembre 1918, donc après l'armistice) sont morts en Belgique ; la plupart des autres sont morts sur le sol français, dont Félix Le Marre, caporal, , tué à l'ennemi le 16 juillet 1918 à La Chapelle-Monthodon (Aisne), décoré de la Médaille militaire  et de la Croix de guerre.

#### L'Entre-deux-guerres

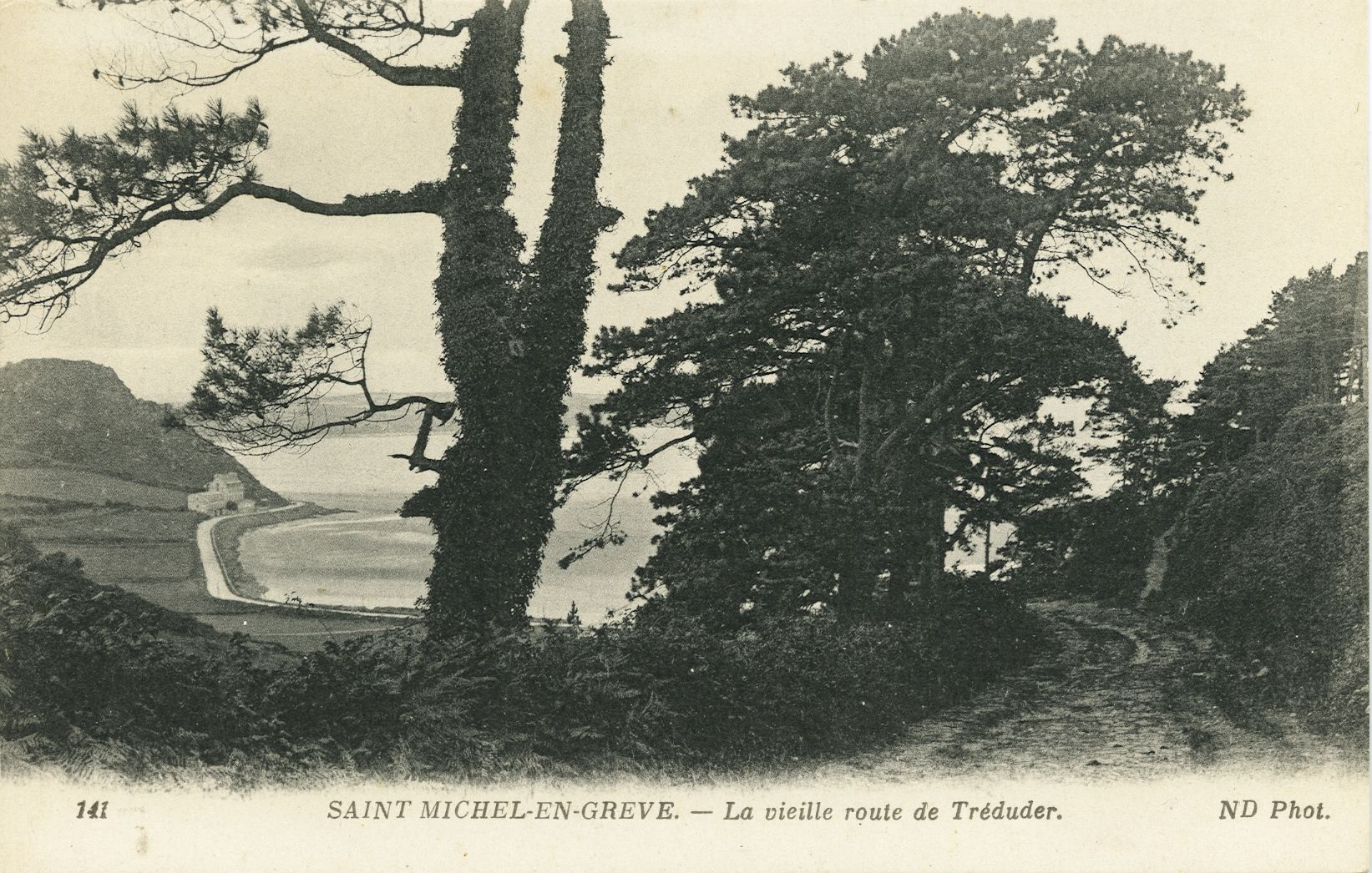
La vieille route de Tréduder et la Lieue de Grève vers 1920 (carte postale).

#### La Seconde Guerre mondiale
Des vestiges des installations anti-débarquement (surtout des asperges de Rommel) installées par les Allemands sur la Lieue de Grève réapparaissent après des tempêtes ou des grandes marées, notamment sur la partie de la Lieue de Grève appartenant à la commune de Tréduder ; les plongeurs démineurs de Brest sont intervenus pour en enlever en raison d’un risque de présence de mines.
Tréduder n'a eu aucun mort pour la France pendant la Seconde Guerre mondiale.

## Politique et administration
| Période                                  | Période                  | Identité              | Étiquette | Qualité                          |
| ---------------------------------------- | ------------------------ | --------------------- | --------- | -------------------------------- |
| 1793                                     |                          | Pierre Le Layer       |           | Officier public.                 |
| avant 1803                               | 1806                     | Jean Guéguen          |           |                                  |
| 1806                                     | 1809                     | François Geffroy      |           | Cultivateur.                     |
| 1810                                     | 1822                     | Yves Le Gars          |           | Cultivateur.                     |
| 1823                                     | 1830                     | François Geffroy      |           | Déjà maire avant 1809.           |
| 1830                                     | 1861                     | Jean-Marie Le Brigant |           | Cultivateur.                     |
| 1861                                     | 1867                     | Yves Le Gall          |           | Cultivateur.                     |
| 1870                                     | 1875                     | Jean-Marie Lancien    |           | Cultivateur.                     |
| 1875                                     | 1892                     | Jean-Pierre Jorand    |           | Cultivateur.                     |
| 1892                                     | 1896                     | Jean Quesseveur       |           | Cultivateur.                     |
| 1896                                     | 1904                     | François Thos         |           | Habitait le château de Rosambo.  |
| 1904                                     | 1910                     | Pierre Marec          |           | Laboureur.                       |
| 1910                                     | 1913                     | Jean-Marie Le Bras    |           |                                  |
| 1913                                     | après 1922               | Yves Le Morvan        |           |                                  |
|                                          |                          |                       |           |                                  |
| avant 1938                               | après 1938               | Morvan                |           |                                  |
|                                          |                          |                       |           |                                  |
| ?                                        | ?                        | Jean Thomas           |           |                                  |
| mars 1965                                | juin 1995                | Amédée Boulanger      | PCF       | Entrepreneur de travaux publics. |
| juin 1995                                | février 2000 (démission) | René Le Muzic         |           | Technicien électronicien         |
| février 2000                             | février 2014 (décès)     | Jean-Claude Paris     | SE        |                                  |
| mars 2014                                | novembre 2020 (décès)    | René Piolot           | SE        | Gendarme retraité.               |
| mars 2021                                | En cours                 | Patricia Le Guéziec   | SE        | Retraitée                        |
| Les données manquantes sont à compléter. |                          |                       |           |                                  |

## Démographie
L'évolution du nombre d'habitants est connue à travers les recensements de la population effectués dans la commune depuis 1793. Pour les communes de moins de 10 000 habitants, une enquête de recensement portant sur toute la population est réalisée tous les cinq ans, les populations de référence des années intermédiaires étant quant à elles estimées par interpolation ou extrapolation. Pour la commune, le premier recensement exhaustif entrant dans le cadre du nouveau dispositif a été réalisé en 2008.

En 2022, la commune comptait 201 habitants, en évolution de +2,55 % par rapport à 2016 (Côtes-d'Armor : +1,78 %, France hors Mayotte : +2,11 %).
| 1793 | 1800 | 1806 | 1821 | 1831 | 1836 | 1841 | 1846 | 1851 |
| ---- | ---- | ---- | ---- | ---- | ---- | ---- | ---- | ---- |
| 345  | 363  | 375  | 370  | 409  | 456  | 501  | 505  | 528  |

| 1856 | 1861 | 1866 | 1872 | 1876 | 1881 | 1886 | 1891 | 1896 |
| ---- | ---- | ---- | ---- | ---- | ---- | ---- | ---- | ---- |
| 519  | 495  | 521  | 525  | 564  | 553  | 531  | 498  | 505  |

| 1901 | 1906 | 1911 | 1921 | 1926 | 1931 | 1936 | 1946 | 1954 |
| ---- | ---- | ---- | ---- | ---- | ---- | ---- | ---- | ---- |
| 476  | 425  | 436  | 378  | 345  | 313  | 275  | 249  | 234  |

| 1962 | 1968 | 1975 | 1982 | 1990 | 1999 | 2006 | 2008 | 2013 |
| ---- | ---- | ---- | ---- | ---- | ---- | ---- | ---- | ---- |
| 220  | 212  | 155  | 156  | 157  | 163  | 187  | 194  | 198  |

| 2018 | 2022 | - | - | - | - | - | - | - |
| ---- | ---- | - | - | - | - | - | - | - |
| 195  | 201  | - | - | - | - | - | - | - |

## Lieux et monuments
- Église Saint-Théodore (autrefois Saint-Tuder) : de style gothique, elle date des XVIe siècle et XVIIe siècle (avec quelques restes du XIVe siècle)[49] ; son clocher, de style Beaumanoir, est classé en 1910 au titre des monuments historiques, de même que la bannière de procession en 1988. Le reste de l'église est, quant à lui, inscrit au titre des monuments historiques en 1989. Elle comprend une nef composée de cinq travées, un clocher-mur et un bas-côté nord[50] ;  le rétable du maître-autel et le tabernacle datent de 1718 et sont dûs au sculpteur Yves Corlay ; son porche abrite une Pietà du XVIe siècle qui provient de l'ancien ossuaire et ses contreforts sont surmontés de statues géminées provenant de l'ancien calvaire de Roscoat[51] et datant de 1633. Depuis 1883 l'église possède des reliques de saint Théodore[52].

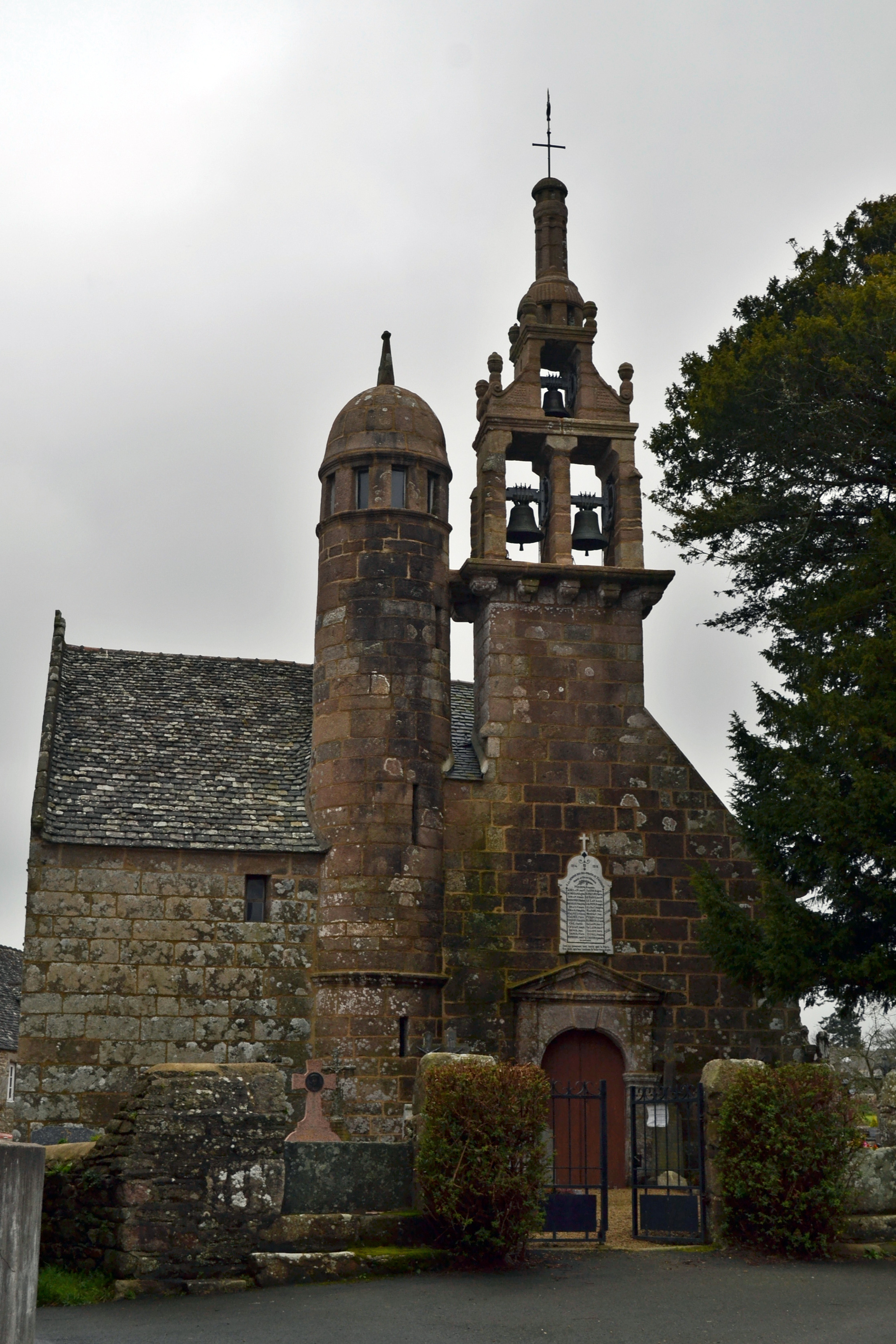
Église Saint-Théodore (2016)
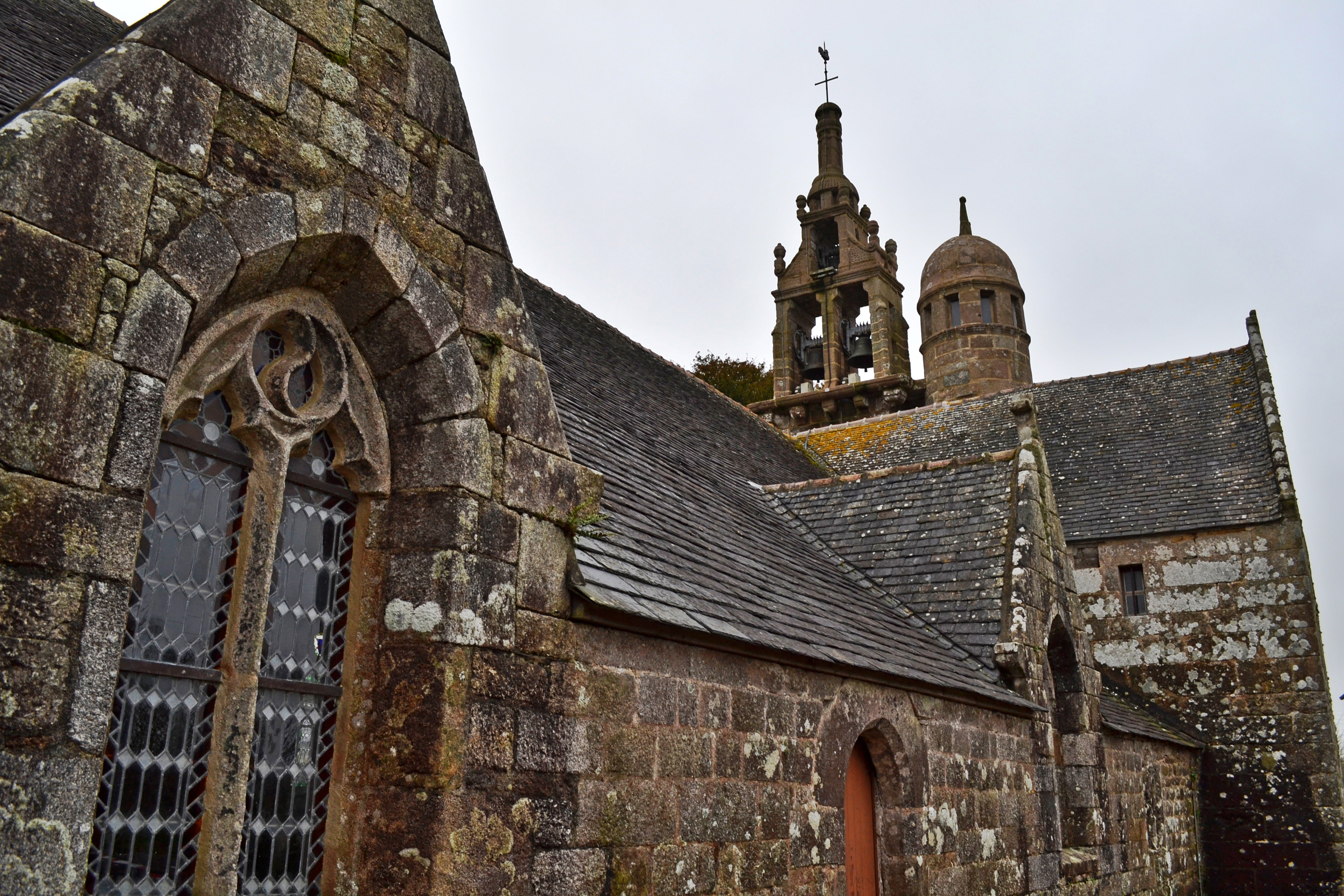
Église Saint-Théodore (2016)
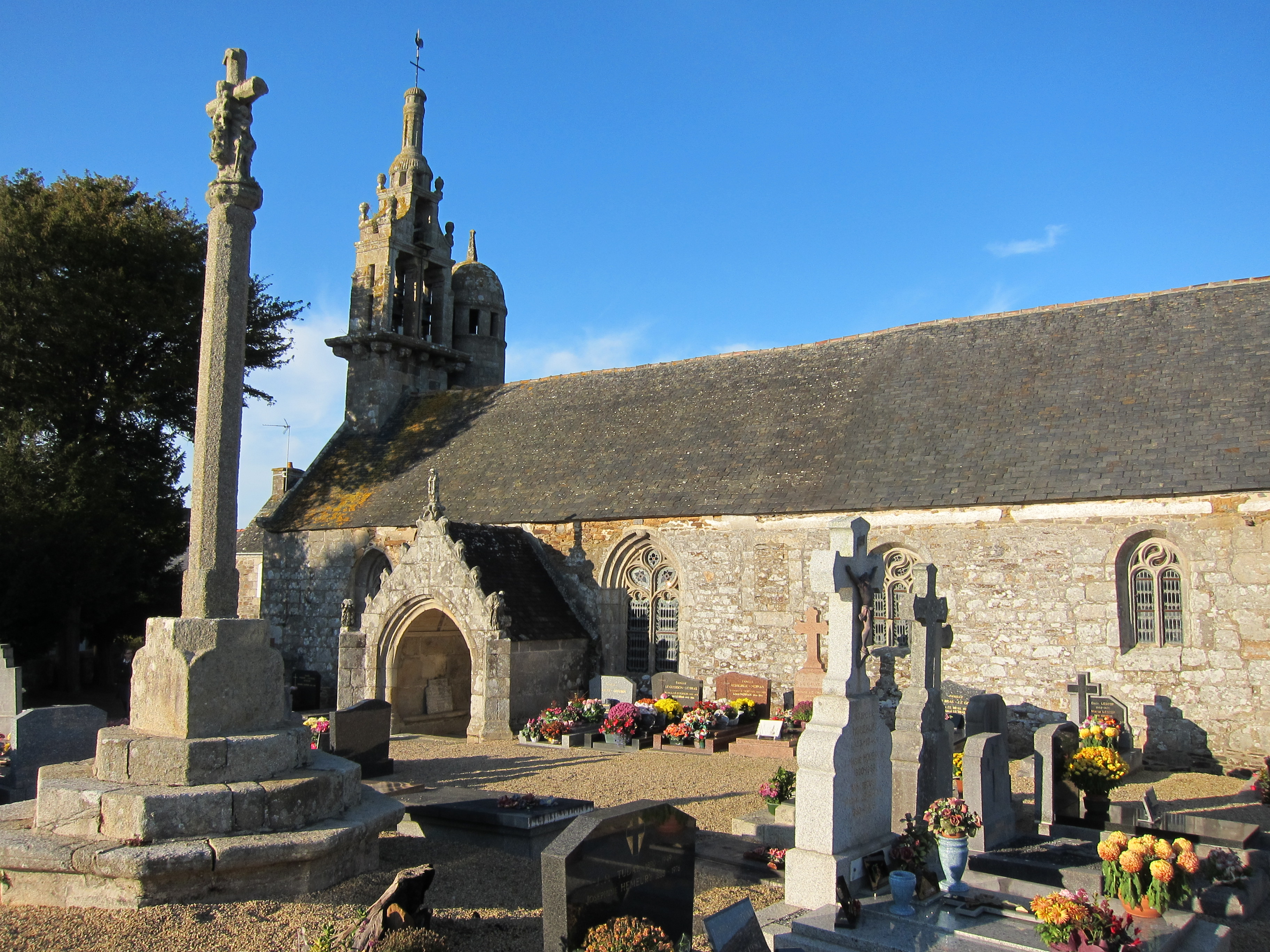
L'église et son calvaire au sein du cimetière.
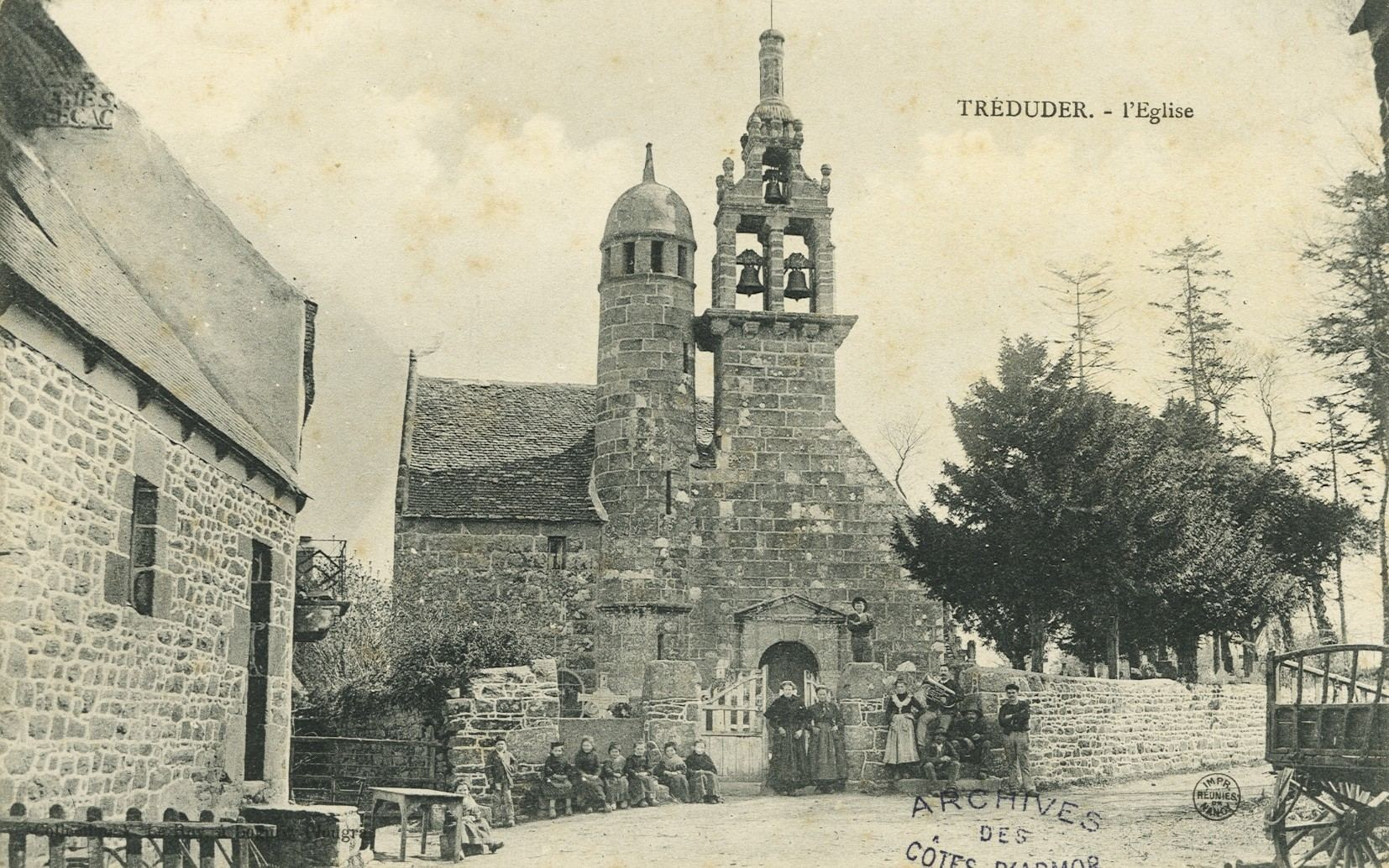
Église (début du XXe siècle)

- Fontaine Saint-Tuder, une fontaine de dévotion construite en 1718 ; en granite, elle est constituée d'un bassin rectangulaire abrité dans une niche formée par trois murets portant une voûte en berceau plein-cintre ; on invoquait saint Tuder pour la guérison des pourceaux[53].
- Croix du cimetière : érigée en 1670 dans le placître ; elle porte à son sommet des statues du Christ en croix (au nord), d'une Vierge à l'Enfant (au sud), de saint Yves (à l'ouest) et de saint Christophe (à l'est)[54].
- Croix de chemin de la route du Veuzit : elle date probablement du XVIIIe siècle[55].
- Manoir du Roscoat : il date du XVIe siècle, mais a été profondément remanié au XIXe siècle ; il possédait un moulin et un colombier qui ont disparu. En 1848 il appartenait à Victor Roussel, ensuite à ses héritiers[28].

## Personnalités liées à la commune
La Charlezenn, alias Marguerite Charles, criminelle qui au XVIe siècle menait une grande bande de brigands dont le repaire était les bois qui bordent la lieue de Grève.